# Студентски покрети у Краљевини Југославији
Студентски покрети у Краљевини Југославији, у историографији познати и као Напредни или Револуционарни студентски покрет, представљају низ активности, протеста и идеолошких борби које су водили студенти, првенствено на Београдском универзитету, у периоду између два светска рата (1919–1941). Ови покрети су се борили за аутономију универзитета, демократске слободе, социјална права и против надолазећег фашизма.
Под снажним утицајем илегалне Комунистичка партија Југославије (КПЈ), студентски покрет је временом постао један од најорганизованијих и најборбенијих делова опозиције тадашњем режиму. За разлику од већине европских земаља где су студентски покрети нагињали десници, у Југославији је доминирала левица. Покрет је кулминирао масовним учешћем студената у Народноослободилачкој борби током Другог светског рата.

## Кључне информације
- Период: око 1919—1941.
- Локација: Примарно Београдски универзитет, али и Свеучилиште у Загребу, Универзитет у Љубљани и међу југословенским студентима у Прагу.[1][3]
- Тип покрета: Студентски протести, политички активизам, борба за аутономију универзитета, антифашистичка борба.[1]
- Главни актери:
  - Студентски покрет: предвођен СКОЈ-ем и организацијама попут Уједињене студентске омладине.[1]
  - Државне власти: Власти Краљевине Југославије (жандармерија, полиција).[1]
  - Десничарске организације: ОРЈУНА, СРНАО, ЗБОР и његова омладинска секција ОРНАС.[1]
- Циљеви:
  - Очување и проширење аутономије универзитета.[4]
  - Демократизација друштва и отпор диктатури.[1]
  - Побољшање материјалног положаја студената.[1]
  - Отпор фашизму и десничарским групама.[2]
- Исход:
  - Јачање утицаја КПЈ на универзитету до тачке потпуне контроле над студентским организацијама до 1940.[1]
  - Студентски покрет постаје један од најзначајнијих опозиционих и антифашистичких покрета у земљи.[2]
  - Масовно учешће у Народноослободилачкој борби од 1941.
- Жртве: Међу погинулим студентима у предратним сукобима су Мирко Срзентић (1935), Жарко Мариновић (1936), Боса Милићевић и Мирко Луковић (1939).[4][1]

## Поређење са светским студентским покретима
Међуратни период у Европи обележила је радикализација студентских маса, али је она углавном ишла удесно, што представља кључну разлику у односу на Југославију.
- У Немачкој, већина студената одбацивала је Вајмарску републику. Анкета из 1925. показује да је 77% немачких студената било у „десничарском табору”.[1]
- У Италији, студенти су чинили 13% чланства Фашистичке партије и пре доласка Мусолинија на власт.[1]
- У Француској је јачао десничарски покрет Action Française, који је организовао велике немире.[1]

Насупрот овом тренду, Београдски универзитет је, уз Мадридски и Пекиншки, сматран једним од најорганизованијих револуционарних студентских покрета на свету у том периоду. Заједно са покретом у Шпанији, југословенски студентски покрет представљао је изузетак где су левичарске идеје биле доминантне у академским круговима.

## Развој и идеолошка оријентација
Иако су постојале и присталице умеренијих политичких опција, лево оријентисани студенти, предвођени комунистима, били су далеко најутицајнији. Иако су већином потицали из грађанских слојева (1931. само 13% студената је било сељачког, а 2% радничког порекла), многи су се радикализовали због економске кризе, репресије режима и утицаја већ организованих комуниста на Универзитету.

### Почеци и утицај КПЈ
Прве велике демонстрације одржане су већ у јуну 1919. због протеривања комунисте Владимира Чопића. Након забране КПЈ, њен утицај је настављен преко илегалних ћелија и легалних студентских удружења. До 1934. године, КПЈ је преузела руковођење студентском организацијом на Универзитету, чиме је покрет постао једна од најјачих опозиционих снага у земљи.

### Кључни догађаји и сукоби

#### Борба за аутономију универзитета
Кључни захтев била је одбрана аутономије универзитета. У децембру 1924, „ваведенски догађаји” избили су као знак солидарности са професорима Загребачког свеучилишта, а подршка је стигла и од студената из Чехословачке.

#### Антирежимске демонстрације 1931–1932.
Након укидања Шестојануарске диктатуре, уследио је талас демонстрација. Сукоби су почели у октобру 1931, а студенти су се често забарикадирали у Студентском дому краља Александра. Због полицијске бруталности, ректор Владимир Митровић је поднео оставку, а Универзитет је више пута био затваран.

#### Антифашистичка борба
Тридесетих година сукоби добијају изражен идеолошки и антифашистички карактер.
- Сукоби са десничарима: Левичарски студенти су били у сталном сукобу са протофашистичким групама попут ОРЈУНЕ, а касније и са организацијом ЗБОР и њеном омладинском секцијом ОРНАС. Ипак, ове групе никада нису успеле да стекну значајније упориште међу студентима.[1][2]
- Концентрациони логор у Вишеграду (1935): Влада Богољуба Јевтића је формирала логор за „неподобне” студенте. Као одговор, организоване су масовне демонстрације, током којих је полиција на Правном факултету убила студента Мирка Срзентића. Под притиском јавности, логор је убрзо распуштен.[1][4]
- Априлски штрајк (1936): Намера власти да уведе „универзитетску полицију” изазвала је генерални штрајк студената сва три универзитета у земљи. Приликом сукоба са припадницима ОРНАС-а 4. априла 1936. године, камама је убијен студент права Жарко Мариновић. Његова смрт изазвала је огромне нереде и довела до повлачења одлуке о увођењу полиције.[1] Дан његове погибије, 4. април, касније је проглашен за Дан студената.

## Предвечерје Другог светског рата
Пред рат, студентски покрет је пратио политику Коминтерне. У пролеће 1939, након окупације Чехословачке, под паролом „Омладино, када је отаџбина у опасности” организована је војна обука за студенте, уз подршку ректора Драгослава Јовановића. Међутим, након пакта Рибентроп-Молотов, долази до заокрета и антизападне реторике.
Врхунац предратних сукоба догодио се 14. децембра 1939. током великих радничко-студентских демонстрација. У сукобима са жандармеријом погинуло је неколико демонстраната, међу којима студенти Боса Милићевић и Мирко Луковић. До 1940. године, покрет је извојевао дефинитивну победу над фашистичким групама на Универзитету.

## Учешће у Другом светском рату и наслеђе
Са окупацијом Југославије 1941, Београдски универзитет је затворен као једно од кључних жаришта отпора. Процењује се да је преко 5.000 студената и дипломаца Београдског универзитета учествовало у партизанском покрету. Из студентских редова широм Југославије потекла су 313 народна хероја, од чега 205 са Београдског универзитета.
Револуционарни студентски покрет оставио је дубок траг као најборбенији део антифашистичког покрета у предратној Југославији. Искуства стечена у овом периоду, укључујући и рад у међународном окружењу попут Прага, обликовала су генерацију која је водила социјалистичку револуцију и изградила послератну државу.